# Centrul Pilot de Protecție pentru Copilul Victimă a Traficului de Ființe Umane
Centrul Pilot de Protecție pentru Copilul Victimă a Traficului de Ființe Umane „Gavroche” este un centru care adăpostește copii care erau obligați să practice cerșetoria, erau abuzați în străinătate, salvați de autoritățile din țările respective și apoi repatriați în România.
Este singurul de acest gen din România.
A fost înființat în anul 1992, printr-un ordin al ministrului Muncii și Protecției Sociale.
Ulterior, centrul a trecut în subordinea mai multor instituții, ajungând, în final, în 2004, în subordinea Primăriei Sectorului 2 din București, în cadrul Direcției Generale de Asistență Socială
De-a lungul celor 18 ani de funcționare, peste 300 de copii au ajuns în acest centru.
În martie 2010, în acest centru se aflau 20 de tineri.
În afara Centrului-Pilot din București, există centre de tranzit în alte nouă orașe din țară: Satu Mare, Oradea, Timiș, Arad, Suceava, Botoșani, Neamț, Iași și Galați.
Copilul este luat de la aeroport, adus la centru, igienizat, lăsat să se liniștească.
Ulterior, în cele 2-6 zile cât stă copilul în centrul de tranzit, i se face o evaluare medicală, una psihologică și se pune la punct un plan de intervenție.
Înainte de a sosi acești copii în țară, Direcțiile Județene de Asistență Socială și Protecția Copilului demarează deja anchete sociale, pentru a stabili cea mai bună modalitate de reintegrare în societate a copilului repatriat.